# Pierre Delanjeac
Pierre Delanjeac est un réalisateur français né le 31 décembre 1944 à Carry-le-Rouet.

## Biographie
Pierre Delanjeac a été l'un des assistants d'Henri Verneuil pour Week-end à Zuydcoote et de Jean-Luc Godard pour Bande à part. 
Il a réalisé un seul long métrage, Pour des fusils perdus, sorti en 1967.

## Filmographie
- 1967 : Pour des fusils perdus